# Chiesa di Sant'Angela Merici (Brescia)

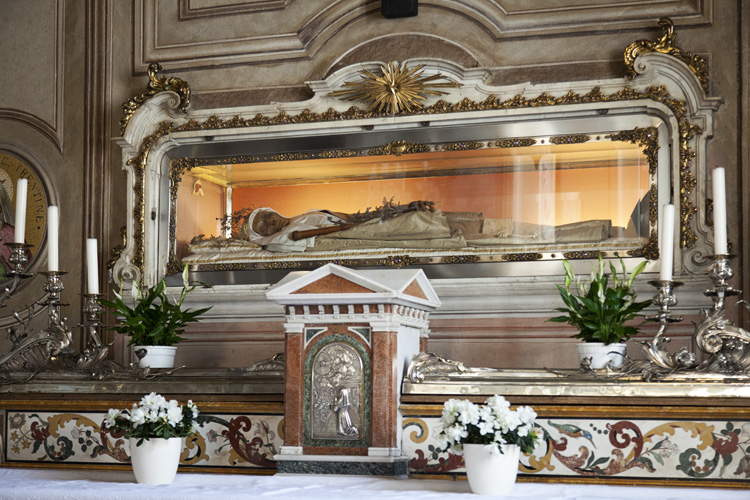
Teca con esposto il corpo di Sant'Angela Merici a Brescia nella omonima chiesa

La chiesa di Sant'Angela Merici, già chiesa di Sant'Afra, già a sua volta chiesa di San Faustino ad Sanguinem e originariamente cimitero di San Latino, è una chiesa di Brescia, situata in via Francesco Crispi.

## Storia
Fondata in epoca remotissima sull'antico cimitero dei martiri cristiani bresciani, durante il Cinquecento ha subito un notevole rifacimento che ha portato alla costruzione di una seconda chiesa su quella già esistente: ancora oggi, infatti, è una chiesa a doppio livello. L'edificio originale è stato quasi del tutto distrutto durante la seconda guerra mondiale e, dopo lunghi dibattiti, completamente ricostruito "com'era e dov'era" sulle rovine. Tutto l'impianto attuale, pertanto, rispecchia fedelmente l'aspetto della chiesa prima della distruzione, ma non è originale, tranne la maggior parte delle basi dei pilastri, dei muri perimetrali e di parte dell'abside. Proprio a causa del sito della fondazione e delle reliquie conservate, la chiesa di Sant'Angela Merici è di gran lunga la chiesa più importante della città dal punto di vista del significato religioso e dell'importanza spirituale. Inoltre, vi si conserva il corpo di sant'Angela Merici, fondatrice della Compagnia delle dimesse di Sant'Orsola: ciò ne fa principale meta di pellegrinaggio da parte dei membri dell'ordine, provenienti da tutto il mondo. Sebbene la quasi totalità degli affreschi e delle opere scultore che un tempo rivestivano e decoravano la chiesa sia andata distrutta, compresi tutti gli altari, tutte le tele che erano conservate all'interno sono ancora presenti poiché portate in salvo prima del bombardamento: all'interno si può quindi ammirare una vera e propria pinacoteca di alcuni fra i più grandi pittori cinquecenteschi e seicenteschi locali e del Nord Italia: Pietro Maria Bagnadore, Grazio Cossali, Jacopo Palma il Giovane, Giulio Cesare Procaccini, Pietro Marone, Federico Barocci, Paolo Caylina il Giovane, Tintoretto e altri. In particolare la pala dell'altare maggiore è la Trasfigurazione di Tintoretto, nella prima campata a destra dopo la scala interna è conservato il Battesimo di sant'Afra di Francesco Bassano, mentre nella prima arcata a sinistra si trova I Martiri bresciani di Jacopo Palma il Giovane.
Sono inoltre presenti varie opere storiche come i sarcofagi paleocristiani dei martiri e il pozzo dei Martiri, fulcro dell'intera chiesa, dove si trovano ancora oggi i resti dei fedeli martirizzati. Alla chiesa è annesso un convento oggi adibito a sede del Centro mericiano, associazione nata nel 1984 con lo scopo di ricercare e conservare il patrimonio documentale e culturale legato a sant'Angela Merici. Nel convento si trovano inoltre tre preziosi chiostri sopravvissuti al bombardamento, uno risalente al Trecento, il secondo al Quattrocento e il terzo alla fine del Cinquecento.

### Il cimitero di San Latino
La storia della chiesa ha inizio nei primi secoli del cristianesimo, molto prima che questa venisse fondata. Le vicende esatte, ovviamente, sono ignote, ma la ricostruzione più verosimile vuole che sant'Anatalone, primo vescovo di Brescia e Milano nel I secolo, avesse designato questo terreno, fuori dalle mura della città romana, come cimitero dei fedeli che subivano il martirio, in piena età delle persecuzioni. Il culto dei morti nella zona dovette crescere di importanza in breve tempo, e con esso l'importanza del cimitero stesso, poiché essere sepolti accanto ai martiri e ai patroni doveva rappresentare la massima aspirazione dei fedeli cristiani. Il cimitero cristiano, il primo in assoluto della realtà bresciana e forse anche l'unico al tempo, dovette inoltre accogliere le salme di molti dei successivi vescovi della città, in particolare alcuni degli immediati successori di sant'Anatalone: san Latino, sant'Ursicino, san Faustino e san Giovita, san Felice e altri. È proprio da san Latino, inoltre, che il cimitero assume il nominativo ancora oggi diffuso. Non è chiaro, comunque, il perché di questo fatto: verosimilmente, il vescovo dovette essere o dovette fare qualcosa di importante. A causa di ciò e delle numerose iscrizioni e dediche in suo onore trovate negli scavi, è probabile che fosse molto onorato, prima e altrettanto dopo la sua morte. Non supportata da prove è invece l'ipotesi che giustifica l'intitolazione a san Latino vedendo il vescovo come il costruttore di una prima chiesa o cappella sul sito del cimitero, anche se la supposizione è tutt'altro che inverosimile.
Un'altra versione circa la fondazione del cimitero, comunque largamente accettata e solitamente più nota, vede invece quel terreno come il luogo del martirio e successiva sepoltura dei Santi Faustino e Giovita, il che avrebbe portato i fedeli a seppellire nel medesimo luogo gli altri martiri e a seppellire lì loro stessi, portando alla nascita del cimitero cristiano. Non si possiedono prove storiche che convalidino la prima o la seconda ipotesi, anche se solitamente è quest'ultima la più accettata, che vedrebbe pertanto il cimitero sorto su un luogo ben specifico e sacro per i fedeli, cioè dove avvenne il martirio dei Patroni, anziché un terreno semplicemente designato da sant'Anatalone. Non esistendo prove, si può anche speculare un'ipotesi intermedia tra le due, cioè che il cimitero esistesse già al momento del martirio dei due santi e che questi furono martirizzati proprio al suo interno o nei suoi pressi (certo il luogo non doveva essere sconosciuto al governo locale romano), accrescendone di sacralità.
Il vescovo san Faustino, da non confondere con san Faustino martire, del quale si è già parlato, sale a capo della diocesi di Brescia nella seconda metà del IV secolo ed è a lui che si attribuisce la fondazione della prima, vera basilica sul sito dell'antico cimitero. Anche in questo caso, comunque, non è chiaro se il vescovo abbia costruito l'edificio da zero o appoggiandosi su una costruzione già esistente: vero è che dalla fondazione del cimitero erano già trascorsi più di trecento anni (se si segue la prima ipotesi, altrimenti duecento, stando alla seconda, comunque molti) e dunque, anche in questo caso, è verosimile che una cappella o un'aula fossero già presenti. Non è provato neppure che sia stato proprio San Faustino a costruire l'edificio, non essendoci pervenuto alcun documento del suo ministero pastorale, ma gli studi condotti durante il Congresso internazionale dell'arte dell'Alto Medioevo, tenutosi a Brescia nel 1959, vertono su questa conclusione. In ogni caso, San Faustino dovette avere un ruolo centrale nella storia della chiesa, fosse anche solo per aver diffuso il culto dei patroni e dei martiri all'indomani dell'Editto di Milano. Il nuovo edificio di culto viene dedicato al patrono per eccellenza lì sepolto: nasce la basilica di San Faustino ad Sanguinem.

### La basilica di San Faustino ad Sanguinem
Ugualmente, nulla si conosce della conformazione dell'antica San Faustino ad Sanguinem, anche se doveva naturalmente conformarsi allo stile basilicale dell'epoca, dunque probabilmente a tre navate con copertura a capriate a vista e facciata a salienti. La chiesa costruita da san Faustino subisce una prima ricostruzione sotto il vescovo san Felice, nel VII secolo.